# Papaver guerlekense
Papaver guerlekense là một loài thực vật có hoa trong họ Anh túc. Loài này được Stapf mô tả khoa học đầu tiên năm 1886.